# Olvadáshő

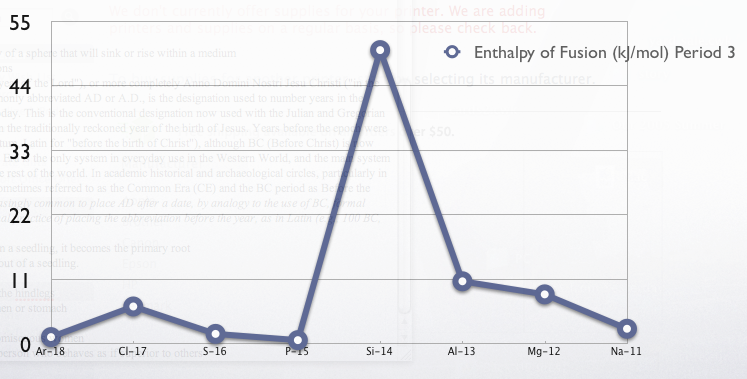
A moláris olvadáshő változása a harmadik periódusban (kJ/mol)

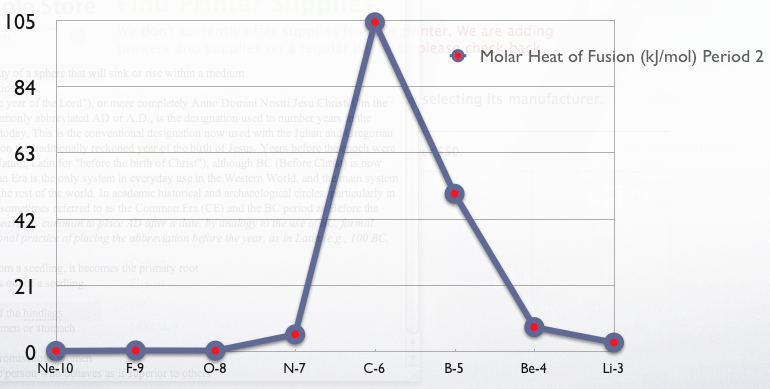
A moláris olvadáshő változása a második periódusban (kJ/mol)

Az olvadáshő – az olvadási entalpia (ΔmH) –, az egységnyi mennyiségű anyagnak állandó hőmérsékleten – az olvadásponton – és állandó nyomáson történő megolvadásához szükséges hőenergia. Az egységnyi anyagmennyiségre vonatkozó moláris olvadáshő mértékegysége a kJ/mol, a tömegegységre vonatkozó fajlagos olvadáshőé pedig kJ/kg.
Ha egy szilárd testet melegítünk, annak hőmérséklete az átvett hőenergia függvényében nő. Az atomi részecskék szintjén, a hőmérséklet-növekedése a rezgés növekedését jelenti a kristályrács rácspontjai körül, ez eredményezi a hőtágulást. Egy bizonyos hőmérsékleten, amely megfelel az olvadáspontnak, a rezgések olyan erőteljessé válnak, hogy a test alakjának megtartását biztosító másodlagos kötések rövid időre megszakadnak, mikor a részecskék szabadon elmozdulnak szomszédjaik mellől. Ebben a fázisban újabb energiabevitel már nem emeli a hőmérsékletet, hanem mind több részecske szakad ki a kristályrácsból. Mikor az egész anyag megolvadt, és a melegítés tovább folyik, a hőmérséklet elkezd újra emelkedni. A továbbiakban a fizikai kötések nem szűnnek meg teljesen, hanem egy dinamikus egyensúly alakul ki, mikor állandóan kötések szakadnak fel, de újak is létrejönnek más és más részecskék között. Így a részecskék nem jutnak a légtérbe, mint párolgáskor, de nem marad meg a test eredeti alakja sem.

## Néhány anyag fajlagos olvadási entalpiája
| Anyag          | Fajlagos olvadáshő (kJ/kg) |
| -------------- | -------------------------- |
| Alumínium      | 398                        |
| Réz            | 205                        |
| Antimon        | 163                        |
| Magnézium      | 373                        |
| Ólom           | 25                         |
| Mangán         | 264                        |
| Króm           | 314                        |
| Nátrium        | 113                        |
| Jég            | 333,7                      |
| Nikkel         | 301                        |
| Vas            | 289                        |
| Foszfor        | 21                         |
| Arany          | 63                         |
| Platina        | 100                        |
| Kadmium        | 54                         |
| Higany         | 11,3                       |
| Kálium         | 63                         |
| Oxigén         | 13                         |
| Kobalt         | 260                        |
| Kén (monoklin) | 38                         |
| Szén-dioxid    | 180                        |
| Ezüst          | 105                        |
| Szilícium      | 142                        |
| Bizmut         | 54                         |
| Viasz          | 176                        |
| Volfrám        | 193                        |
| Cink           | 100                        |
| Hidrogén       | 59                         |
| Ón             | 59                         |